# Ховард, Клинт
Клинт Ховард (англ. Clint Howard; род. 20 апреля 1959) — американский актёр. Наиболее известен своими ролями в фильмах «Маменькин сыночек» и «Аполлон-13», а также ролью в сериале «Нежный Бен», в котором он снимался, когда был ребёнком.

## Ранние годы
Клинт Ховард родился в городе Бербанк, штат Калифорния. Был младшим сыном в семье актёров Рэнса Ховарда и Джин Спигл Ховард. Его старший брат — Рон Ховард, а племянница — актриса Брайс Даллас Ховард.

## Карьера

### Карьера на телевидении
Ховард начал свою карьеру, когда ему было два года, появившись в пяти эпизодах сериала «Шоу Энди Гриффита», в котором он сыграл Леона, ребёнка в костюме ковбоя, который бродил по Мэйберри и молча предлагал людям кусочек своего сэндвича, на что они отвечали: «Нет, спасибо, Леон». Другими заметными работами были роли в эпизодах сериалов «Улицы Сан-Франциско» и «Виргинец». В 1963 году он появился в медицинской драме канала ABC Breaking Point в роли четырёхлетнего Майки, а в 1964 году сыграл маленького Билли Тафта, племянника доктора Ричарда Кимбла, в первом эпизоде сериала «Беглец».
Первой заметной работой Ховарда стала роль в сериале «Нежный Бен» (1967—1969). Он также снялся в эпизоде сериала Рода Серлинга «Ночная галерея» в роли Херби, десятилетнего мальчика, который предсказывает ближайшее будущее; также Ховард сыграл Билли в телефильме Джона Стейнбека «Рыжий пони», где также принимали участие Генри Фонда и Морин О’Хара.
Ховард появлялся в различных сериалах франшизы «Звёздный путь». В 1966 году он появился в роли инопланетянина-ребенка по имени Балок в эпизоде «Корбомитный манёвр» первого сезона сериала «Звёздный путь: Оригинальный сериал». И повторил роль этого персонажа в 2006 году в программе Comedy Central Roast Уильяма Шетнера.Также он снимался в эпизодах таких сериалов как «Звёздный путь: Глубокий космос 9», «Звёздный путь: Энтерпрайз», «Звёздный путь: Дискавери». В качестве дани уважения выдающемуся месту Ховарда в культуре «Звёздного пути» в сериале Джей Джея Абрамса «Грань» он сыграл человека, который считает себя сыном Сарека.
В 2003 году Ховард сыграл Джонни Барка в эпизоде сериала «Замедленное развитие», который был спродюсирован его братом Роном. В эпизоде ситкома «Женаты… с детьми» он появился в роли жуткого уборщика, а также сыграл автомобильного вора и убийцу в четвёртом сезоне сериала «Сайнфелд». Ховард также сыграл Крипи Родни в первом эпизоде сериала «Меня зовут Эрл» и был приглашенной звездой в эпизоде третьего сезона сериала NBC «Герои».

### Кинокарьера
В кино Ховард дебютировал в фильме «Ухаживание отца Эдди» (1963), где он сыграл гостя детской вечеринки по случаю дня рождения, которому героиня Ширли Джонс надела на голову индийский головной убор. Ховард также озвучил Ру в мультфильмах студии Disney «Винни-Пух и медовое дерево» (1966) и «Винни-Пух и день забот» (1968), которые впоследствии были включены в полнометражный мультфильм «Множество приключений Винни-Пуха» (1977). Также озвучил Джуниора в мультфильме «Книге джунглей» (1967).
Ховард появился в семнадцати фильмах, снятых его братом Роном Ховардом, в том числе в возрасте десяти лет в дебютной картине Рона — короткометражном фильме «Старая краска». Он также снялся в первом полнометражном фильме Рона «Большая автокража». Другими работами в картинах старшего брата были: Джон Декстер в фильме «Кокон» (1985), Пол в фильме «Энтузиаст» (1986), патолог Рикко в фильме «Огненный вихрь» (1991), Лу в фильме «Родители» (1989), Флинн в фильме «Далеко-далеко» (1992), диспетчер полетов Сеймур Либергот в фильме «Аполлон 13» (1995), Кен в фильме «Эд из телевизора» (1999) и Ктобрис в фильме «Гринч — похититель Рождества» (2000).
Ховард сыграл Стэнли Куперсмита в фильме «Зловещий договор» (1981), Рагхеда в фильме «Дух мщения» (1986), Грегори Тюдора в фильме «Мороженщик» (1995), Пола Лукаса в эпизодах мини-сериала HBO «С Земли на Луну» (1998), Нипплса в фильме «Никки, дьявол-младший» (2000), шерифа Перди в фильме «Последний рейд» (2003), Кейта Кейтерера в фильме «Кот» (2003), Ллойда Дэвиса в фильме «Фрост против Никсона» (2008) и Герберта Тримпи в фильме «Дилемма» (2011). Кроме того, Ховард играл Иглэвара в фильме «Школа рок-н-ролла», Ашера в фильме «Сумасшедший», Пако в фильме «Маменькин сыночек», Артура Линна в фильме «Сердце Америки» режиссёра Уве Болла, сокамерника Слинки в фильме «Танго и Кэш», диджея в фильме «То, что ты делаешь», Джонсона Риттера в серии фильмов об Остине Пауэрсе, контроллера полетов в фильме «Ночь в музее 2», доктора Копленсона в фильме «Хэллоуин 2007»; также появился в романтических комедиях «Играй в игру» и «Скоростные знакомства».
Он также сыграл Сандерса в фильме «Алабамская луна» и доктора Оуэна в фильме «Никто не выживает», который был написан и срежиссирован Джейсоном Кристофером. Появился в фильме «Хан Соло. Звёздные войны: Истории», режиссёром которого был Рон Ховард.

### Музыкальная карьера
В 1981 году Ховард основал группу новой волны The Kempsters, которая в основном состояла из его друзей. В 1982 году их барабанщик Майк «Спунер» Бауэр был заменен Тони Родригесом. Группа регулярно играла в известном ресторане Esther Wong. Группа распалась в 1983 году. Хотя The Kempsters так и не выпустили не одного альбома, Ховард начал распространение CD с четырьмя треками под названием No Brains At All. Они были записаны группой в разных студиях. Также на диске присутствовали семь треков, записанных лайвом 17 октября 1982 года в ресторане Madame Wong’s.

## Личная жизнь
Ховард женился на Мелани Ховард 29 октября 1995 года. В 2017 году было объявлено, что Ховард подал на развод.
Ховард — республиканец (в отличие от своего брата Рона, демократа). 29 января 2016 года, за три дня до съезда фракций в Айове, он поддержал сенатора Соединенных Штатов от штата Техас Теда Круза на выдвижение в президенты от республиканцев.

## Избранная фильмография
| Год  |    | Русское название                                      | Оригинальное название                       | Роль                              |
| ---- | -- | ----------------------------------------------------- | ------------------------------------------- | --------------------------------- |
| 1966 | мф | Винни-Пух и медовое дерево                            | Winnie the Pooh and the Honey Tree          | Ру (озвучка)                      |
| 1967 | мф | Книга джунглей                                        | The Jungle Book                             | Джуниор (озвучка)                 |
| 1977 | мф | Множество приключений Винни-Пуха                      | The Many Adventures of Winnie the Pooh      | Ру (озвучка)                      |
| 1977 | ф  | Большая автокража                                     | Grand Theft Auto                            | Эйс                               |
| 1979 | ф  | Школа рок-н-ролла                                     | Rock 'n' Roll High School                   | Иглбауэр                          |
| 1982 | ф  | Ночная смена                                          | Night Shift                                 | Джеффри                           |
| 1984 | ф  | Всплеск                                               | Splash                                      | гость                             |
| 1985 | ф  | Кокон                                                 | Cocoon                                      | Джон Декстер                      |
| 1986 | ф  | Энтузиаст                                             | Gung Ho                                     | Пол                               |
| 1986 | ф  | Дух мщения                                            | The Wraith                                  | Рагхэд                            |
| 1988 | ф  | Шоссе                                                 | Freeway                                     | Ронни                             |
| 1989 | ф  | Родители                                              | Parenthood                                  | Лу                                |
| 1989 | ф  | Танго и Кэш                                           | Tango & Cash                                | Слики                             |
| 1991 | ф  | Огненный вихрь                                        | Backdraft                                   | Рикко                             |
| 1991 | ф  | Ракетчик                                              | The Rocketeer                               | Марк                              |
| 1992 | ф  | Далеко-далеко                                         | Far and Away                                | Флинн                             |
| 1993 | ф  | Карнозавр                                             | Carnosaur                                   | «Слим» Фриар                      |
| 1993 | ф  | Клещи                                                 | Ticks                                       | Джарвис Таннер                    |
| 1994 | ф  | Газета                                                | Paper                                       | Дэвид Блэш                        |
| 1994 | ф  | Лепрекон 2: Одна свадьба и много похорон              | Leprechaun 2                                | турист                            |
| 1994 | ф  | Снежный человек: Незабываемая встреча                 | Bigfoot: The Unforgettable Encounter        | Гэри                              |
| 1995 | ф  | Кулак Северной Звезды                                 | Fist of the North Star                      | Сталин                            |
| 1995 | ф  | Прощание с Парижем                                    | Forget Paris                                | экстерминатор                     |
| 1995 | ф  | Аполлон-13                                            | Apollo-13                                   | Сеймур «Сай» Либергот             |
| 1996 | ф  | Не называй меня малышкой                              | Barb Wife                                   | Шмитц                             |
| 1996 | ф  | Срывая звёзды                                         | Unhook the Stars                            | Гас                               |
| 1997 | ф  | Остин Пауэрс: Человек-загадка международного масштаба | Austin Powers: International Man of Mystery | Джонсон Риттер                    |
| 1998 | ф  | Сумерки                                               | Twilight                                    | камео                             |
| 1998 | ф  | Маменькин сыночек                                     | The Waterboy                                | Пако                              |
| 1999 | ф  | Эд из телевизора                                      | EDtv                                        | Кен                               |
| 1999 | ф  | Остин Пауэрс: Шпион, который меня соблазнил           | Austin Powers: The Spy Who Shagged Me       | Джонсон Риттер                    |
| 2000 | ф  | Гринч — похититель Рождества                          | How the Grinch Stole Christmas              | Ктобрис                           |
| 2001 | ф  | Сумрак разума                                         | Blackwoods                                  | Грег                              |
| 2002 | ф  | Остин Пауэрс: Голдмембер                              | Austin Powers in Goldmember                 | Джонсон Риттер                    |
| 2002 | ф  | Сердце Америки                                        | Heart of America                            | Арти Линн (отец одного из героев) |
| 2002 | ф  | Лихорадка по девчонкам                                | Girl Fever                                  | мистер Уилленс                    |
| 2003 | ф  | Поли Шор мёртв                                        | Pauly Shore Is Dead                         | менеджер Поли Шора                |
| 2003 | ф  | Дом мёртвых                                           | House of the Dead                           | Сальес, помощник капитана         |
| 2003 | ф  | Бетховен 5                                            | Beethoven's 5th                             | Оуэн Таттл                        |
| 2005 | ф  | Аферисты: Дик и Джейн развлекаются                    | Fun with Dick and Jane                      | агент иммиграционной службы       |
| 2005 | ф  | Нокдаун                                               | Cinderella Man                              | рефери                            |
| 2007 | ф  | Хэллоуин 2007                                         | Halloween                                   | доктор Копленсон                  |
| 2008 | ф  | Фрост против Никсона                                  | Frost/Nixon                                 | Ллойд Дэвис                       |
| 2009 | с  | Грань                                                 | Fringe                                      | Эммануэль Грейсон                 |
| 2010 | ф  | Бладрейн 3: Третий рейх                               | BloodRayne: The Third Reich                 | доктор Манглер                    |
| 2011 | ф  | Блюбарелла: Супервумен                                | Blubberella                                 | доктор Манглер                    |
| 2012 | ф  | Последний звонок                                      | Last Call                                   | Джордж                            |
| 2013 | ф  | Нападение на Уолл-стрит                               | Bailout: The Age of Greed                   | Чак                               |
| 2018 | ф  | Хан Соло. Звёздные войны: Истории                     | Solo: A Star Wars Story                     | Ралакили                          |
| 2019 | ф  | Трое из ада                                           | 3 From Hell                                 | мистер Бэгги Бритчес              |
| 2022 | ф  | Отзвуки прошлого                                      | The Old Way                                 | Юстас                             |

## Награды и номинации
В 1998 году был удостоен награды MTV Movie Award за пожизненный вклад в кино. В 2014 году был удостоен награды на Международном кинофестивале в Милане за лучший актёрский состав в фильме «Замки из песка: История семьи и трагедия», вместе с остальными актёрами; и номинирован на лучшую мужскую роль второго плана. В 2015 году на Кинофестивале HorrorHound был номинирован как лучший актёр за фильм «Резня в парке аттракционов». В 2017 году на Кинофестивале Shockfest был удостоен награды за фильм Puppets.